# Batalion czołgów lekkich
Batalion czołgów lekkich – jednostka organizacyjna broni pancernych Wojska Polskiego II RP.
W sierpniu 1939, w trakcie mobilizacji alarmowej, sformowane zostały dwa bataliony (1 i 2) czołgów lekkich 7-TP i jeden (21) czołgów Renault R-35, które walczyły w kampanii wrześniowej:
- 1 batalion czołgów lekkich (sformowany przez 3 batalion pancerny z Warszawy)
- 2 batalion czołgów lekkich (sformowany przez 2 batalion pancerny z Żurawicy)
- 21 batalion czołgów lekkich (sformowany przez 12 batalion pancerny z Łucka)

## Struktura organizacyjna batalionów

### Wyposażonego w czołgi 7TP

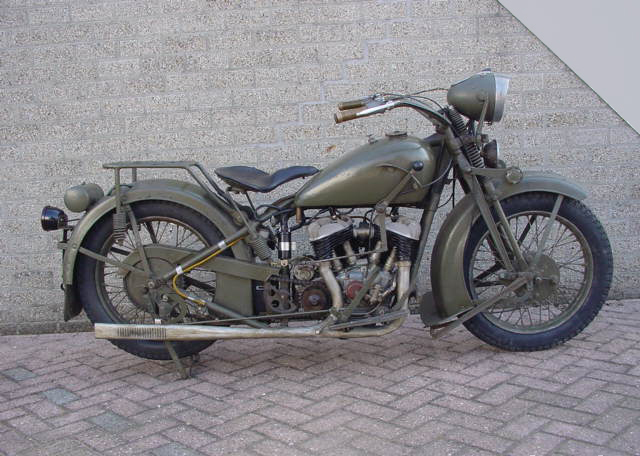
Motocykl Sokół 1000

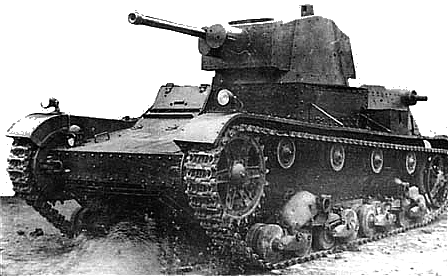
7TP -czołg podstawowy batalionu

- dowódca z pocztem i gońcami motocyklowymi

3 oficerów, 6 podoficerów, 10 szeregowych,
7 pistoletów, 12 karabinków,
1 czołg, 2 samochody terenowe, 3 motocykle,
- pluton specjalny:

1 oficer, 10 podoficerów, 16 szeregowych,
5 pistoletów, 3 rkm-y, 19 karabinków,
7 motocykli, 3 samochody ciężarowe,
- pluton łączności

1 oficer, 8 podoficerów, 14 szeregowych,
3 pistolety, 20 karabinków,
3 motocykle, 1 furgonetka, 3 samochody radio,
- pluton obrony przeciwlotniczej (4 ckm):

1 oficer, 4 podoficerów, 14 szeregowych,
5 pistoletów, 4 ckm-y, 14 karabinków,
1 motocykl, 4 samochody ciężarowe małe,
- służby kwatermistrzowskie:

2 oficerów, 9 podoficerów, 8 szeregowych,
9 pistoletów, 5 karabinków,
1 samochód terenowy, 1 sanitarka, 1 samochód ciężarowy,
Razem w dowództwie 
8 oficerów, 37 podoficerów, 62 szeregowych;
29 pistoletów, 3 rkm-y, 4 ckm-y, 70 karabinków,
1 czołg, 3 samochody terenowe, 3 samochody radio, 1 furgonetka, 4 samochody ciężarowe, 4 samochody ciężarowe małe,  sanitarka, 14 motocykli
- 3 x kompanie czołgów
  - poczet dowódcy:

1 oficer, 2 podoficerów, 5 szeregowych,
4 pistolety, 4 karabinki,
1 czołg, 1 samochód terenowy, 1 motocykl,
- - 3 x plutony bojowe:

1 oficer, 8 podoficerów, 12 szeregowych,
17 pistoletów, 4 karabinki,
5 czołgów, 1 motocykl, 1 samochód połgąsienicowy, 1 przyczepa paliwowa,
- - drużyna gospodarcza:

4 podoficerów, 4 szeregowych,
2 pistolety, 6 karabinków,
2 samochody ciężarowe, 1 kuchnia polowa,
Razem w kompanii 
4 oficerów, 30 podoficerów, 45 szeregowych,
57 pistoletów, 22 karabinki,
16 czołgów, 1 samochód terenowy, 2 samochody ciężarowe, 4 motocykle, 3 samochody półgąsienicowe, 3 przyczepy na paliwo, kuchnia polowa
- kompania techniczno-gospodarcza
  - dowództwo:

1 oficer, 2 szeregowych,
1 pistolet, 2 karabinki
1 samochód terenowy,
- - pluton techniczny:

1 oficer, 17 podoficerów, 8 szeregowych,
7 pistoletów, 19 karabinków,
2 samochody-warsztaty, 1 samochód-elektrownia,
- - pluton gospodarczy;

9 podoficerów, 39 szeregowych,
3 pistolety, 2 ckm-y, 45 karabinków,
4 samochody ciężarowe, 1 kuchnia polowa,
- - tabor:

3 podoficerów, 28 szeregowych,
31 karabinków,
3 ciągniki, 4 cysterny, 21 samochodów ciężarowych, 3 przyczepy ewakuacyjne, 3 przyczepy paliwowe,
Razem w kompanii
2 oficerów, 29 podoficerów, 77 szeregowców
1 samochód osobowy, 1 samochód-elektrownia, 25 samochodów ciężarowych, 2 samochody-warsztaty, 4 cysterny, 3 ciągniki, 3 przyczepy ewakuacyjne, 1 przyczepa z agregatem elektrycznym, 3 przyczepy na paliwo, kuchnia polowa
Ogółem w batalionie: 
- 22 oficerów, 155 podoficerów i 285 strzelców
- 49 czołgów,
- 70 samochodów i ciągników
- 26 motocykli

### Etat batalionu wyposażonego w czołgi Renault R-35

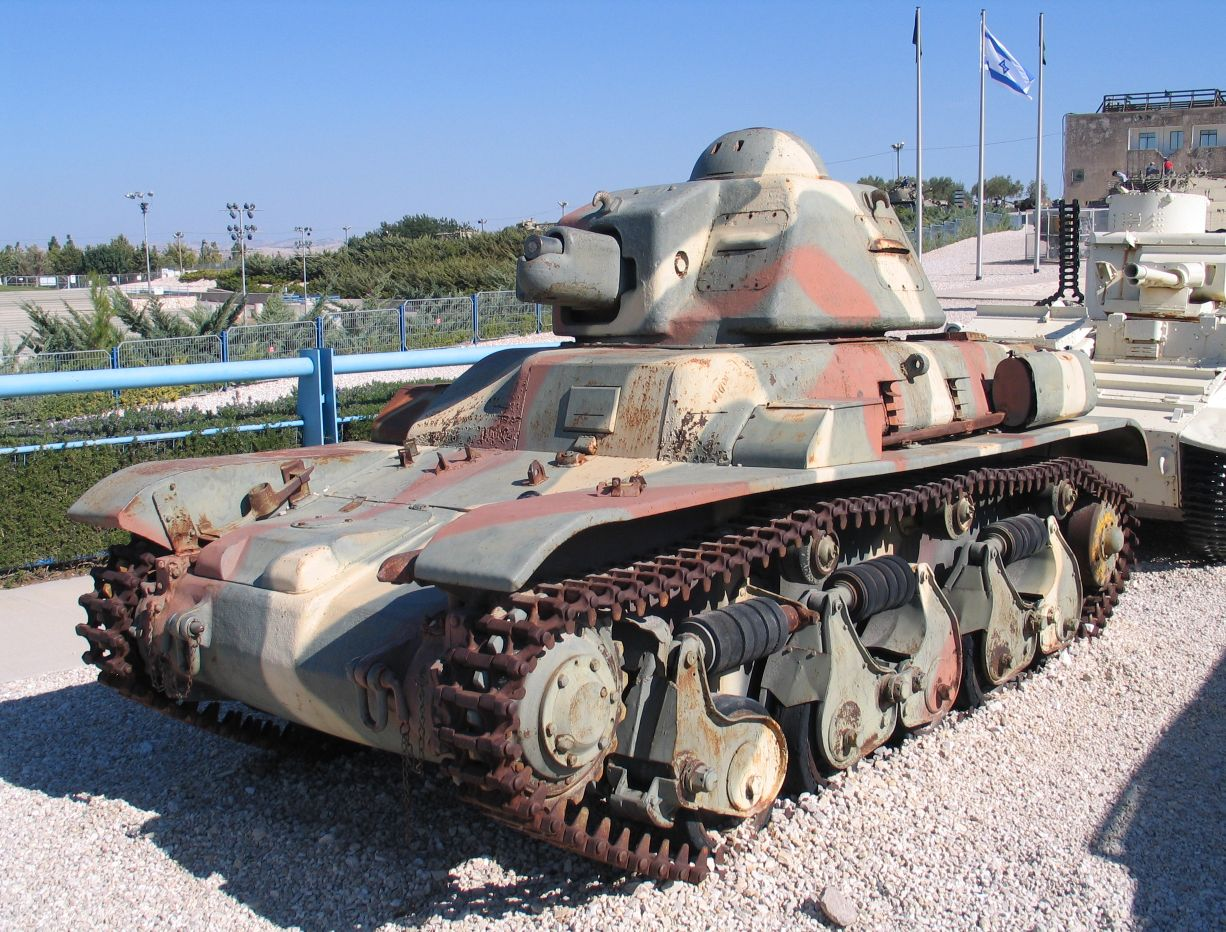
Renault-R-35 -czołg podstawowy batalionu

- poczet dowódcy batalionu z gońcami motocyklowymi
- pluton specjalny:
  - drużyna regulacji ruchu
  - drużyna pionierów
- pluton łączności
  - drużyna radiotelegraficzna
  - patrol telefoniczny
  - patrol łączności z lotnictwem
- pluton obrony przeciwlotniczej
- patrol sanitarny
- służby kwatermistrzowskie

Razem w dowództwie:
4 oficerów, 33 podoficerów, 63 szeregowców
3 samochody osobowe, samochód z radiostacją N.2, 4 samochody telefoniczne z przyczepami, 4 samochody półciężarowe, sanitarka, 12 motocykli, kuchnia polowa
- 3 x kompanie czołgów (13 czołgów)
  - poczet dowódcy
  - 4 x plutony czołgów
  - drużyna techniczno-gospodarcza.

Razem w kompanii 
5 oficerów, 18 podoficerów, 34 szeregowców;
13 czołgów, samochód osobowo- terenowy, 4 samochody ciężarowe, 3 przyczepki na paliwo, 5 motocykli, kuchnia polowa.

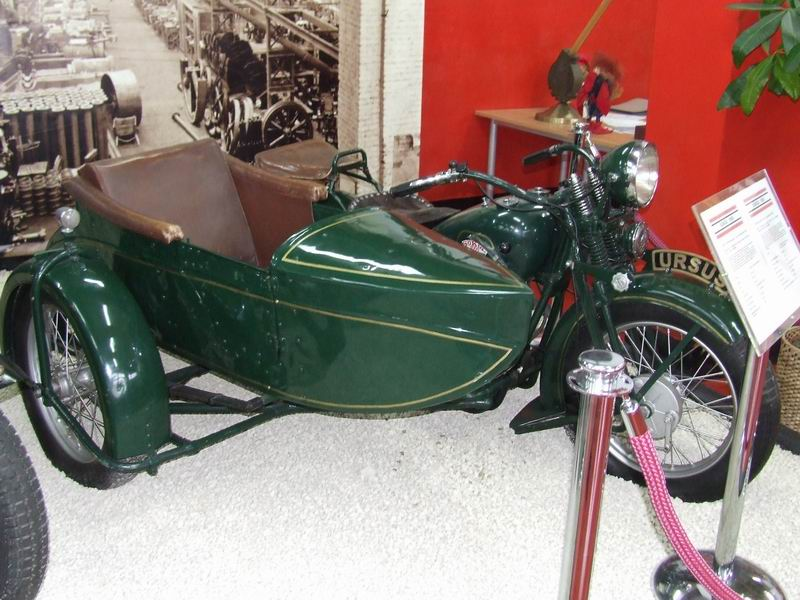
Sokół

- kompania techniczno-gospodarcza (z 6 czołgami zapasowymi)
  - pluton techniczny
  - pluton gospodarczy
  - tabor
  - załogi zapasowe

Razem w  kompanii :
3 oficerów, 59 podoficerów, 61 szeregowców
6 czołgów zapasowych, samochód osobowy, samochód-warsztat, 29 samochodów ciężarowych, 4 ciągniki, 2 motocykle, 3 przyczepy ewakuacyjne, przyczepa pod dźwig, 12 przyczep na paliwo, kuchnia polowa
Ogółem w batalionie:
- 22 oficerów, 146 podoficerów i 229 strzelców
- 45 czołgów,
- 69 samochodów i ciągników
- 29 motocykli